# Nastri d'argento 1975
La 30ª edizione dei Nastri d'argento si è tenuta nel 1975.

## Vincitori

### Regista del miglior film
- Luchino Visconti - Gruppo di famiglia in un interno
- Ettore Scola - C'eravamo tanto amati
- Liliana Cavani - Il portiere di notte

### Migliore regista esordiente
- Luigi Di Gianni - Il tempo dell'inizio
- Paolo Nuzzi - Il piatto piange
- Luca Ronconi - Orlando furioso

### Miglior produttore
- Rusconi Film - Gruppo di famiglia in un interno
- Alberto Grimaldi - per il complesso della produzione
- Rizzoli Film - per il complesso della produzione

### Miglior soggetto originale
- Franco Brusati - Pane e cioccolata
- Paolo e Vittorio Taviani - Allonsanfàn
- Enrico Medioli - Gruppo di famiglia in un interno

### Migliore sceneggiatura
- Agenore Incrocci, Furio Scarpelli ed Ettore Scola - C'eravamo tanto amati
- Liliana Cavani ed Italo Moscati - Il portiere di notte
- Ruggero Maccari e Dino Risi - Profumo di donna
- Suso Cecchi D'Amico, Enrico Medioli e Luchino Visconti - Gruppo di famiglia in un interno

### Migliore attrice protagonista
- Lisa Gastoni - Amore amaro
- Silvana Mangano - Gruppo di famiglia in un interno
- Lea Massari - Allonsanfàn

### Migliore attore protagonista
- Vittorio Gassman - Profumo di donna
- Ugo Tognazzi - Romanzo popolare
- Stefano Satta Flores - C'eravamo tanto amati

### Migliore attrice non protagonista
- Giovanna Ralli - C'eravamo tanto amati
- Laura Betti - Fatti di gente perbene
- Rina Morelli - Fatti di gente perbene

### Migliore attore non protagonista
- Aldo Fabrizi - C'eravamo tanto amati
- Corrado Pani - Fatti di gente perbene
- Michele Placido - Romanzo popolare

### Migliore attore esordiente
- Renato Pozzetto - Per amare Ofelia
- Al Cliver - Il Saprofita

### Migliore attrice esordiente
- Claudia Marsani - Gruppo di famiglia in un interno
- Loredana Savelli - La circostanza

### Migliore musica
- Giancarlo Chiaramello - Orlando furioso
- Franco Mannino - Gruppo di famiglia in un interno
- Armando Trovajoli - Profumo di donna

### Migliore fotografia
- Pasqualino De Santis - Gruppo di famiglia in un interno
- Ennio Guarnieri - Fatti di gente perbene
- Giuseppe Ruzzolini - Il fiore delle mille e una notte

### Migliore scenografia
- Mario Garbuglia - Gruppo di famiglia in un interno
- Guido Josia - Fatti di gente perbene
- Pier Luigi Pizzi - Orlando furioso

### Migliori costumi
- Gabriella Pescucci - Fatti di gente perbene
- Danilo Donati - Il fiore delle Mille e una notte
- Pier Luigi Pizzi - Orlando furioso

### Regista del miglior film straniero
- Luis Buñuel - Il fantasma della libertà (Le Fantôme de la liberté)
- George Lucas - American Graffiti
- Peter Bogdanovich - Paper Moon - Luna di carta (Paper Moon)

### Regista del miglior cortometraggio
- Bruno Bozzetto - Self Service

### Miglior produttore di cortometraggi
- Istituto Luce - per il complesso della produzione